# Dionisio Hisilenapo
Dionisio Hisilenapo (ur. 6 października 1966 w Epumbu) – angolski duchowny rzymskokatolicki, od 2011 biskup Namibe.

## Życiorys
Święcenia kapłańskie przyjął 6 grudnia 1998 i został inkardynowany do diecezji Ondjiva. Początkowo pracował jako duszpasterz misji Okanautoni-Cuamato. Od 2008 był sekretarzem wykonawczym w Konferencji Biskupów Angoli i Wysp św. Tomasza.
8 lipca 2011 został mianowany biskupem Namibe. Sakry biskupiej udzielił mu 4 września 2011 abp Novatus Rugambwa.